# Pierre Lauffer
Pierre Antoine Lauffer (Curaçao, 22 augustus 1920 - aldaar, 14 juni 1981) was een schrijver, dichter en cultureel activist die zijn hele leven wijdde aan het behoud van zijn moedertaal, het Papiaments. Hij wilde dat het Papiaments erkend werd als een volwaardige taal ten opzichte van het Nederlands. Van Lauffer verscheen in 1944 de eerste dichtbundel volledig in het Papiaments, genaamd Patria (Vaderland). Patria heeft op drie manieren bijgedragen aan de ontwikkeling van de Papiamentstalige poëzie. Ten eerste vormde de dichtbundel in het Papiaments een letterlijke breuk met de taal van de kolonisator, het Nederlands.
Ten tweede was de bundel inhoudelijk volledig gefocust op Curaçao en wat er zich op het eiland afspeelde. Ten derde leverde de bundel een kwalitatieve bijdrage aan de ontwikkeling van het Papiaments.
Lauffers werk kan onderscheiden worden in vier periodes, namelijk een periode waarin het Papiaments centraal stond (jaren veertig en vijftig), een periode met ritmische poëzie in het Papiaments (jaren vijftig en zestig), een periode waarin de bevordering van het Papiaments in het onderwijs centraal stond (jaren zestig en zeventig) en een periode waarin Lauffer een teruggetrokken leven leidde en kinderboeken schreef die na zijn dood gepubliceerd werden door Fundashon Pierre Lauffer (jaren zeventig en tachtig).

## Nationale dichter van Curaçao
Lauffer wordt gekarakteriseerd als de nationale dichter van Curaçao, omdat hij zich sterk maakte voor het behoud van folklore en de geschiedenis van zijn eiland. Hij focuste zich daarom in zijn werken op het beschrijven en analyseren van het eigene in zijn moedertaal, Papiaments. Veel terugkerende onderwerpen in zijn werken zijn zijn liefde voor Curaçao en de natuur; beschrijvingen van het platteland, het alledaagse leven en de bevolking van Curaçao; en de (slavernij)geschiedenis van Curaçao en de gevolgen ervan voor Curaçaoënaars. Andere onderwerpen die Lauffer behandelde, waren: zijn eigen emotionele toestand en persoonlijke omstandigheden, zoals de dood, het ouder worden, melancholie, humor, maar ook erotische aandacht voor de vrouw. In 1969 werd hem voor zijn literaire verdiensten de Cola Debrotprijs toegekend.

## Papiamentu als cultuurdrager
Lauffer beschouwde Papiaments als draagster van cultuur met een fundamentele rol in de Curaçaose zoektocht naar autonomie. In 1950 richtte Lauffer samen met Nicolás Piña en René de Rooy het Papiamentstalige tijdschrift Simadán op als tegenreactie op de Nederlandse passantentijdschrift De Stoep. Tijdens de Tweede Wereldoorlog vormde Lauffer samen met Jules de Palm en René de Rooy een schrijverstrio, genaamd Julio Perrenal, dat liedjes in het Papiaments schreef. Zowel Simadán als Julio Perrenal waren expliciet bedoeld om het Papiaments te verdedigen ten opzichte van het dominerende Nederlands.

## Ritmische poëzie
Lauffer zag een poëtische kracht in het Papiaments. Door middel van woordspelingen, klank en ritme speelde hij onder andere in zijn bundels Patria, Njapa en Kantika pa bjentu met de expressiemogelijkheden van het Papiaments. Daarnaast maakte hij graag gebruik van archaïsche Papiaments-woorden om het gebruik van deze oude ongewone woorden te behouden en tegelijkertijd zijn poëtische expressiemogelijkheden te vergroten. Het gevolg hiervan is dat zijn werk moeilijk te begrijpen is, aangezien bepaalde oude woorden niet meer gebruikt worden. Ook laat zijn werk zich moeilijk vertalen, omdat de essentie ervan die alleen in het Papiaments te vangen is, verloren gaat. Lauffer liet zich inspireren door Afro-Antilliaanse orale tradities, zoals konta kuenta (vertelkunst) en de muzikale ritmes van tambú en tumba. Lauffers werk werd ook wel poesia ritmiko (ritmische poëzie) genoemd, omdat hij speelde met de tonale aspecten van het Papiaments waarbij de klemtoon vaak de betekenis van een woord kan bepalen.

## Fundashon Pierre Lauffer
Na de dood van Lauffer werd in 1981 de Fundashon Pierre Lauffer (Stichting Pierre Lauffer) opgericht. De stichting heeft als doel om Lauffers werken te inventariseren, uit te geven en biografieën te laten schrijven over Lauffer, zodat zijn oeuvre in leven blijft. De stichting stelde ook de literatuurprijs "chapi di plata" in.

## Werken
- Carmen Molina (1942, novelle, onder het pseudoniem José Antonio Martis)
- Cancionero Papiamento: melodia i palabra pa Julio Perrenal (1943, liederenbundel, Julio Perrenal is het pseudoniem van Jules de Palm, Pierre Lauffer en René de Rooy)
- Martirio di Amor (1943, novelle, onder het pseudoniem Carlos M. Fernandes)
- Patria (1944, poëzie)
- Philomena (1952, novelle)
- Kumbu (1955, heruitgave 1996, poëzie)
- Njapa (1961, heruitgave 2006, proza en poëzie)
- Raspá (1962, heruitgave 2006, proza en poëzie)
- Kantika pa bjentu (1964, poëzie)
- Ora solo baha (1968, kindervertellingen)
- Seis anja kaska berde (1968, verhalenbundel)
- Kuenta pa kaminda (1969, verhalenbundel)
- Wir-iwiri (1969, heruitgave 2006, proza en poëzie)
- Un pulchi pa dia (1970, heruitgave 2006, verhalenbundel)
- Di nos: anthologia di nos literatura (1971, literatuurgeschiedenis)
- Djogodó (1972, kindervertellingen)
- Arte di Palabra (1973, verhalenbundel)
- Mangasina (1974, kindervertellingen)
- Sukuchi (1974, kindervertellingen)
- Un dia tabatin (1975, heruitgave 2006, kinderboek)
- Zumbi Spiritu i Almasola (1975, kindervertellingen)
- Mi buki di bestia (1981, kinderboek)
- Un skèr ta bai keiru (1983, kinderboek)
- Un wea chiki (1984, kinderboek)
- Toni su trein (1989, kinderboek)
- Awe ta sopi (1989, kinderboek)
- Na final di kaminda: último ocho poema di Pierre Lauffer (2011, poëzie)

## Over Pierre Lauffer
- Jules de Palm & Julian Coco. Julio Perrenal: dichters van het Papiamentse lied. Amsterdam: De Bezige Bij, 1979.
- Anton Korteweg, Kees Nieuwenhuijzen, Max Nord en Andries van der Wal. Schrijversprentboek van de Nederlandse Antillen. Den Haag: Nederlands Letterkundig Museum & Documentatiecentrum, 1980.
- Maritza Eustatia, Carel de Haseth & Ornelio Martina. Catalogus van werken van en over Pierre Lauffer, 1942-1986 (1986).
- Henry Habibe. Un herida bida ta: een verkenning van het poëtisch oeuvre van Pierre Lauffer (1994).
- Wim Rutgers. Schrijven is zilver, spreken is goud: oratuur, auratuur en literatuur van de Nederlandse Antillen en Aruba. Diss. Utrecht 1994.
- Wim Rutgers. “20 Publiceren in oorlogstijd” en “32 Het autonome woord”. In: Beneden en boven de wind. Amsterdam: De Bezige Bij, 1996.
- Lucille Berry-Haseth, Aart G. Broek & Sidney M. Joubert. Pa saka kara: antologia di literatura Papiamentu (1998).
- Wim Rutgers. “De Nederlandse Antillen en Aruba.” In: Europa buitengaats; Koloniale en postkoloniale literaturen in Europese talen. Deel I (red. Theo D’haen). Amsterdam: Bert Bakker, 2002.
- Aart G. Broek. De kleur van mijn eiland; ideologie en schrijven in het Papiamentu sinds 1863. Deel I, geschiedschrijving met foto’s van auteurs. Deel II, anthologie. Leiden: KITLV, 2006.
- Aart G. Broek. “Ideology and Writing in Papiamentu: A Bird’s Eye View.” In: Journal of Caribbean Literatures 5.1, p. 1-20 (2008).
- Bernadette Heiligers. Pierre Lauffer: het bewogen leven van een bevlogen dichter. Haarlem: In de Knipscheer, 2012.
- J. Heymans,  Canasta op Curaçao; Over August Willemsen en het Papiaments. Leiden: Fragment, 2024.

## Referentielijst
1. 1 2 3 4 5 6  Wim Rutgers, “De Nederlandse Antillen en Aruba.” In: Europa buitengaats; Koloniale en postkoloniale literaturen in Europese talen. Deel I (red. Theo D’haen) (2002).
2. 1 2 3 4  Wim Rutgers, “32 Het autonome woord”. In: Beneden en boven de wind (1996)..
3. ↑  Wim Rutgers, 'Literair-culturele prijzen: de Cola Debrot-prijs', Beneden en boven de wind – Literatuur van de Nederlandse Antillen en Aruba, 1996, p. 324
4. 1 2  Anton Korteweg, Kees Nieuwenhuijzen, Max Nord en Andries van der Wal, Schrijversprentboek van de Nederlandse Antillen (1980)..
5. 1 2 3 4  Aart G. Broek, "Ideology and Writing in Papiamentu: A Bird's Eye View." Journal of Caribbean Literatures 5.1 (2007): 1-20..
6. ↑  Pierre Lauffer. Fundashon Pierre Lauffer. Gearchiveerd op 11 juni 2016. Geraadpleegd op 20 juni 2016.
7. ↑  Amigoe, Ñapa-literair "Op de Antillen is er nauwelijks recensie-traditie", 7 oktober 1989

- Bibliothèque nationale de France: cb145194660 (data)
- Digitale Bibliotheek voor de Nederlandse Letteren: lauf001
- Gemeinsame Normdatei: 1028868685
- International Standard Name Identifier: 0000 0000 2149 3351
- Library of Congress Control Number: n80018601
- Nederlandse Thesaurus van Auteursnamen: 072184914
- Système universitaire de documentation: 169747581
- Virtual International Authority File: 52979492
- WorldCat: E39PBJrGtbjFwf7VFCgfYF9JjC